# Erzbistum Oristano
Das Erzbistum Oristano (lat.: Archidioecesis Arborensis, ital.: Arcidiocesi di Oristano) ist eine auf Sardinien gelegene Diözese der römisch-katholischen Kirche in Italien. Der Bischofssitz ist in Oristano.
Das Erzbistum Oristano ist das Metropolitanbistum der Kirchenprovinz Oristano in der Kirchenregion Sardinien, sein einziges Suffraganbistum ist das Bistum Ales-Terralba.

## Geschichte
Das Bistum Oristano stammt aus dem 11. Jahrhundert. Erzbischof ist seit 2019 Roberto Carboni OFMConv.
Am 3. Juli 2021 verfügte Papst Franziskus die Vereinigung des Erzbistums Oristano in persona episcopi mit dem Bistum Ales-Terralba. Ordinarius der so vereinigten Bistümer wurde der bisherige Erzbischof von Oristano, Roberto Carboni.

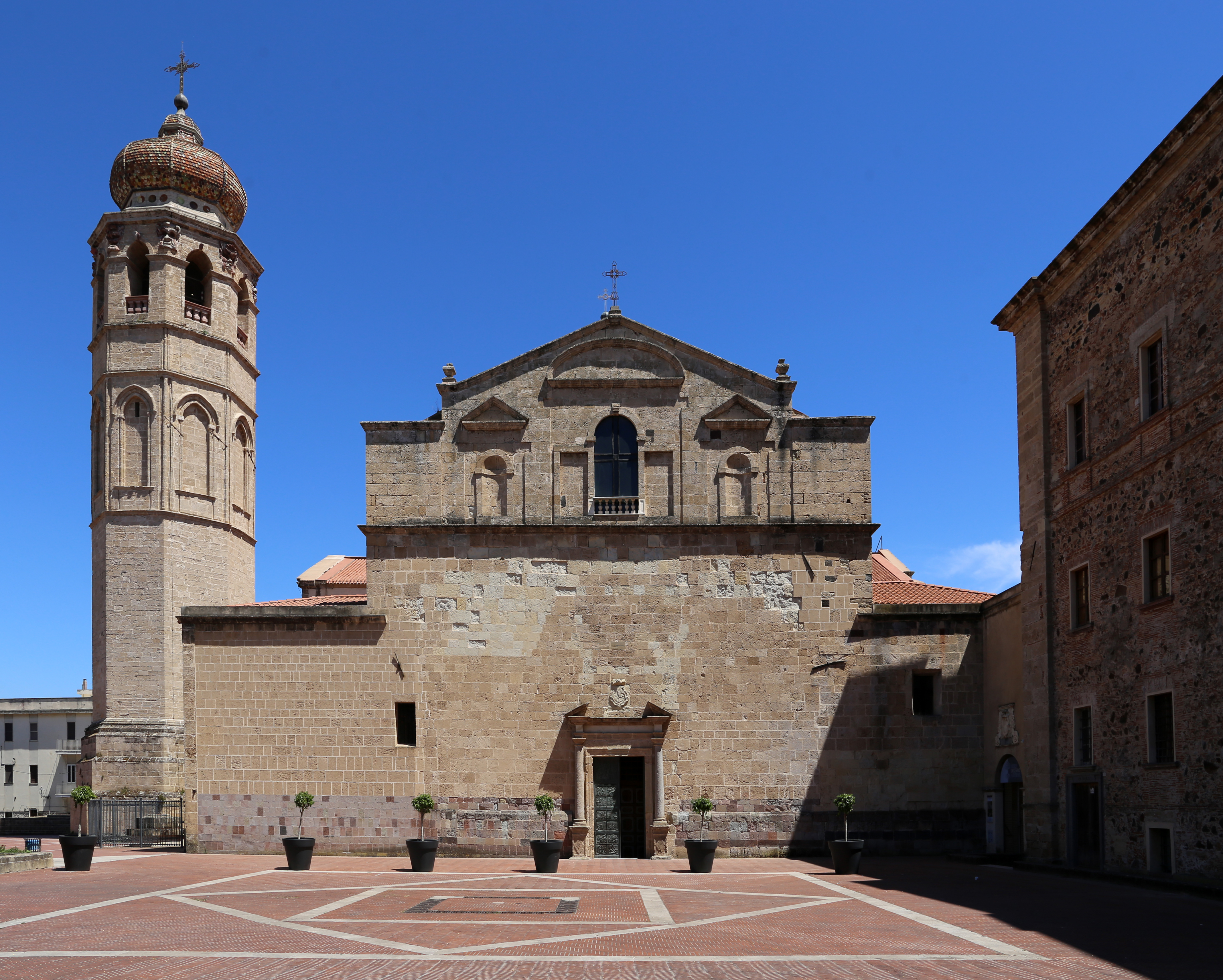
Frontansicht des Domes
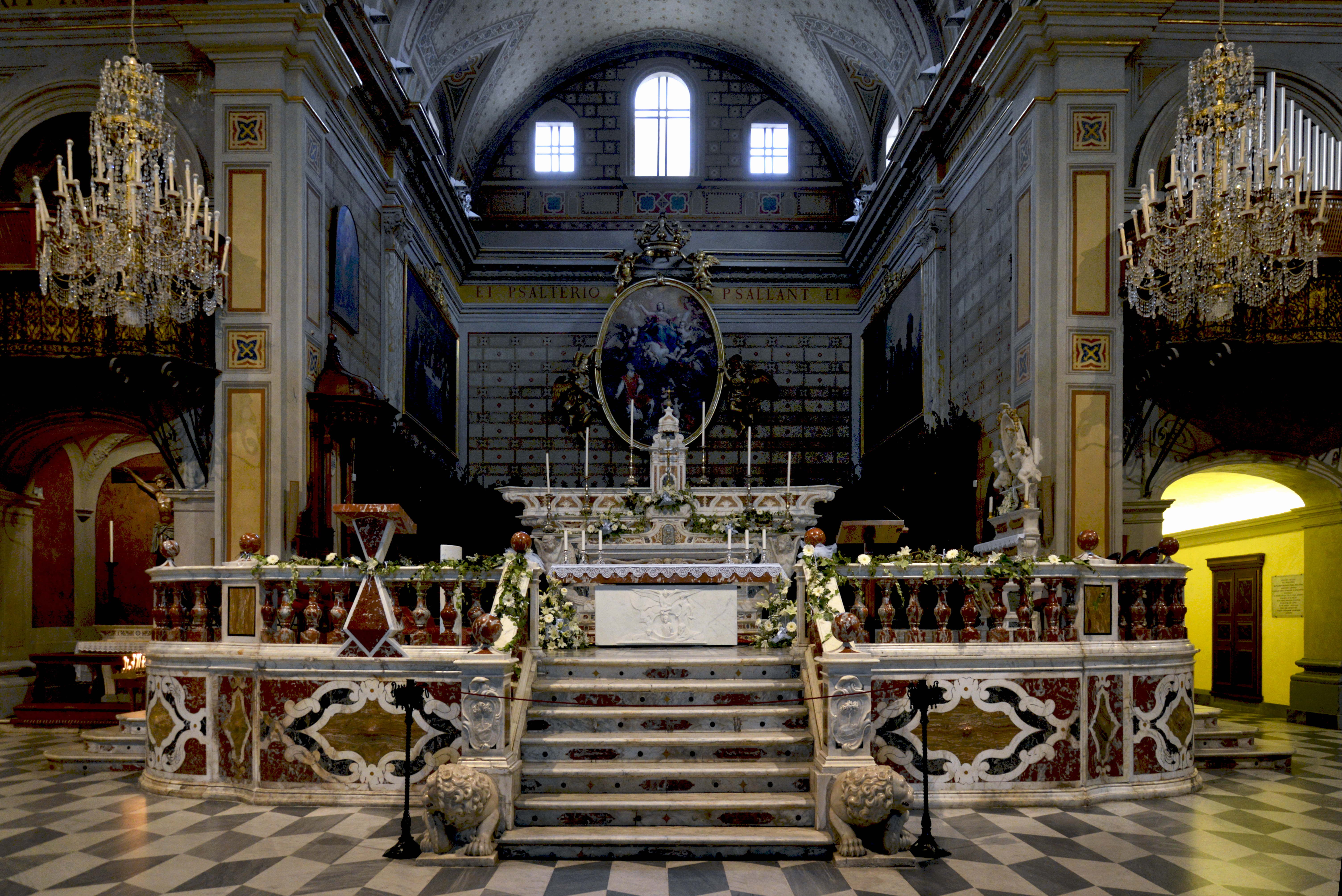
Hauptaltar des Domes